# Municipio de Polk (condado de Nodaway)
El municipio de Polk (en inglés: Polk Township) es un municipio ubicado en el condado de Nodaway en el estado estadounidense de Misuri. En el año 2010 tenía una población de 15777 habitantes y una densidad poblacional de 50,53 personas por km².

## Geografía
El municipio de Polk se encuentra ubicado en las coordenadas 40°21′8″N 94°51′48″O / 40.35222, -94.86333. Según la Oficina del Censo de los Estados Unidos, el municipio tiene una superficie total de 312.25 km², de la cual 311.62 km² corresponden a tierra firme y (0.2%) 0.63 km² es agua.

## Demografía
Según el censo de 2010, había 15777 personas residiendo en el municipio de Polk. La densidad de población era de 50,53 hab./km². De los 15777 habitantes, el municipio de Polk estaba compuesto por el 92.58% blancos, el 3.49% eran afroamericanos, el 0.22% eran amerindios, el 2.21% eran asiáticos, el 0.02% eran isleños del Pacífico, el 0.35% eran de otras razas y el 1.12% pertenecían a dos o más razas. Del total de la población el 1.5% eran hispanos o latinos de cualquier raza.